# Stawros Malas
Stawros Malas, gr. Σταύρος Μαλάς (ur. 10 czerwca 1967 w Famaguście) – cypryjski polityk i genetyk, w latach 2011–2012 minister zdrowia, dwukrotny kandydat w wyborach prezydenckich.

## Życiorys
Z wykształcenia genetyk, studiował na University College London, gdzie doktoryzował się w 1994. Do 2001 pracował w Wielkiej Brytanii, m.in. w Imperial College London. Później zatrudniony w cypryjskim instytucie naukowym zajmującym się neurologią i genetyką. Jako nauczyciel akademicki podjął współpracę z UCL i Uniwersytetem Cypryjskim. Od 2002 reprezentant Cypru w komitetach biomedycznych działających przy Komisji Europejskiej. W latach 2008–2009 był specjalnym doradcą komisarza UE ds. zdrowia.
W sierpniu 2011 objął urząd ministra zdrowia, który sprawował do października 2012. W 2013 był kandydatem Postępowej Partii Ludzi Pracy w wyborach prezydenckich. W pierwszej turze głosowania otrzymał 26,91% głosów. W drugiej przegrał z Nikosem Anastasiadisem z poparciem 42,52%. Zdecydował się wystartować również w wyborach prezydenckich w 2018, uzyskując ponownie poparcie ugrupowania AKEL. W pierwszej turze głosowania dostał wówczas 30,24% głosów, przechodząc do drugiej z ubiegającym się o reelekcję prezydentem. Otrzymał w niej 44,01% głosów, ponownie przegrywając ze swoim konkurentem.